# Порядок наследования баварского престола

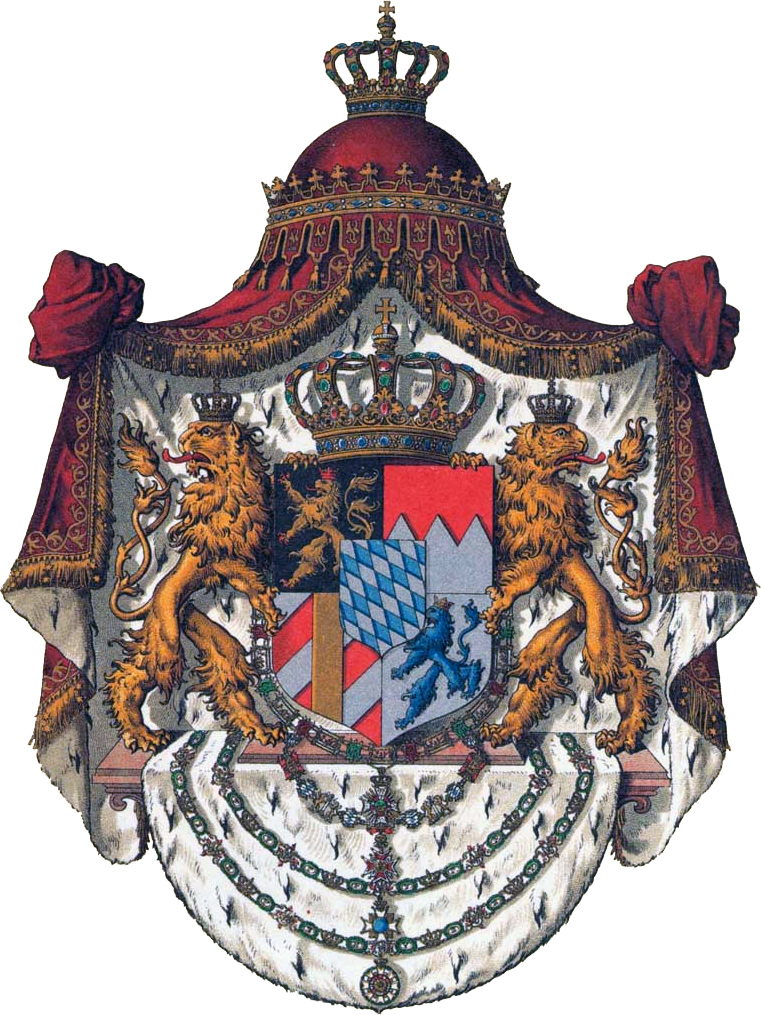
Герб Баварского королевства

Баварское королевство было упразднено в ноябре 1918 года. Последний король Баварии Людвиг III (1845—1921), правивший в 1913—1918 годах, 13 ноября 1918 года отрекся от престола и эмигрировал в Австрию. Нынешним главой баварского королевского дома Виттельсбахов с 1996 года является Франц, герцог Баварский (род. 1933).
Порядок престолонаследия определялся статьей 2 раздела 2 Конституции Баварского королевства 1818 года, в которой говорилось, что королевский престол является наследственным среди мужских потомков королевского дома в соответствии с законом мужского первородства. Также порядок наследования дополнительно уточняется в разделе 5 Статута Баварской королевской семьи от 1819 года.
В 1948 и 1949 годах кронпринц Рупрехт Баварский (1869—1955), с согласия других членов династии, внес изменения в династический закон, согласно которым на престолонаследие могут претендовать сыновья принцев, женившихся на представительницах графских родов. В 1999 году герцог Франц Баварский (род. 1933), с согласия других членов Баварского королевского дома, внес дальнейшие изменения в династический закон, по условиям которых на наследование могут претендовать сыновья всех баварских принцев, вступивших в брак с разрешения главы Баварского дома.

## Текущая линия наследования

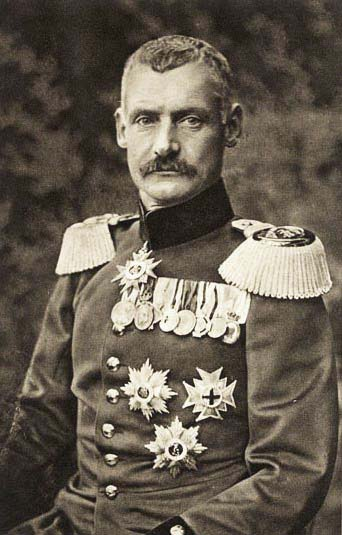
Кронпринц Рупрехт Баварский (1869—1955), глава Баварского королевского дома (1921—1955)

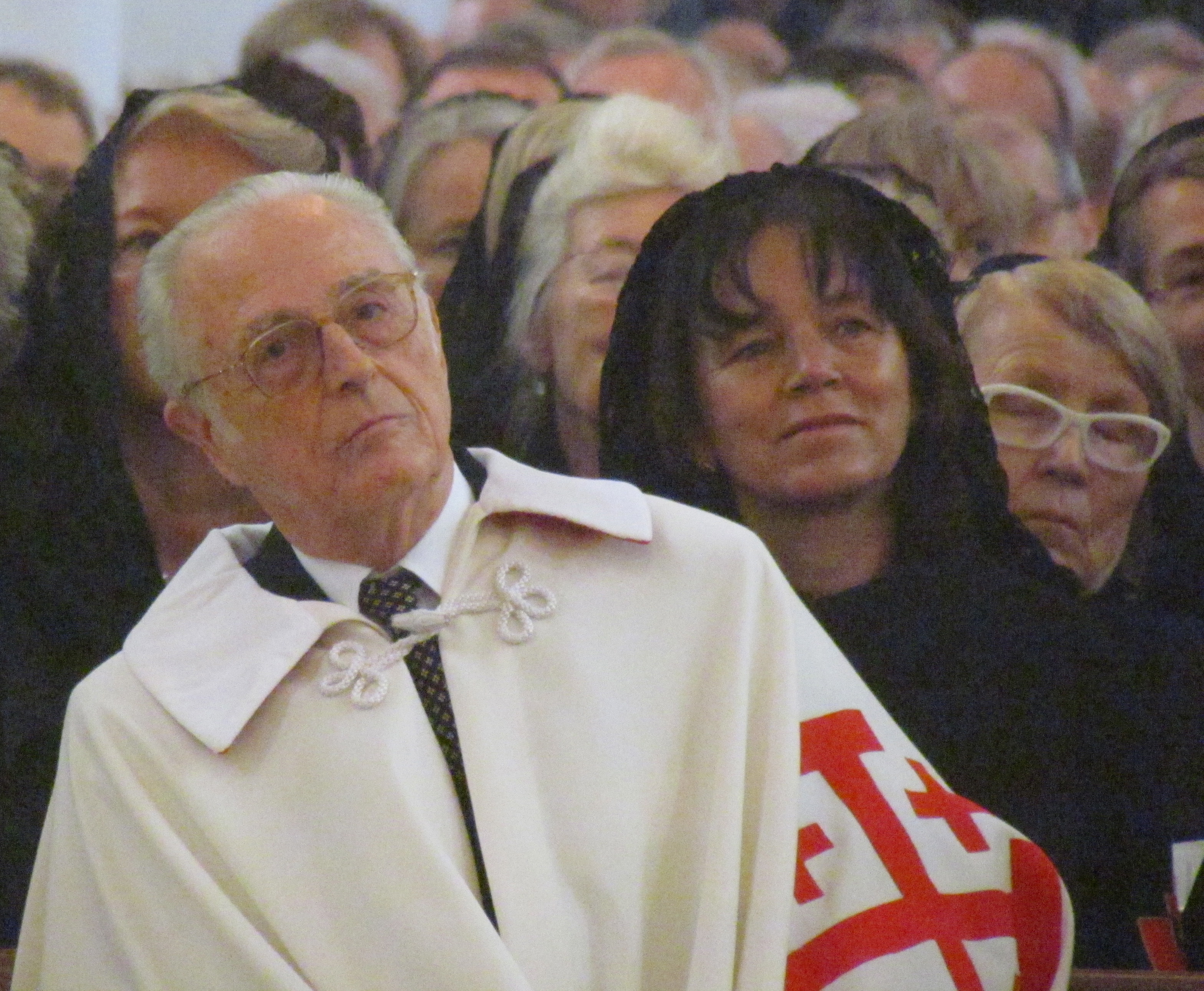
Франц, герцог Баварский (род. 1933), глава Баварского королевского дома с 1996 года

- Людвиг I Баварский (1786—1868)
  - Луитпольд, принц-регент Баварии (1821—1912)
    -   Людвиг III Баварский (1845—1921)
      - Рупрехт, кронпринц Баварии (1869—1955)
        -  Принц Альбрехт Баварский (1905—1996)
          - Принц Франц, герцог Баварский (род. 1933)
          -  (1) Принц Макс Баварский, герцог Баварский (род. 1937)

      -  Принц Франц Баварский (1875—1957)
        - Принц Людвиг Баварский (1913—2008)
          -  (2) Принц Луитпольд Баварский (род. 1951)
            - (3) Принц Людвиг Баварский (род. 1982)
              - (4) Принц Рупрехт Баварский (род. 2024)

            - (5) Принц Генрих Баварский (род. 1986)
              -  (6) Принц Максимилиан Баварский (род. 2021)
              - (7) Принц Константин Баварский (род. 2023)

            -  (8) Принц Карл Баварский (род. 1987)

        -  Принц Рассо Баварский (1926—2011)
          - (9) Принц Вольфганг Баварский (род. 1960)
            - (10) Принц Тассило Баварский (род. 1992)
            - (11) Принц Ричард Баварский (род. 1993)
            -  (12) Принц Филипп Баварский (род. 1996)

          -  (13) Принц Кристоф Баварский (род. 1962)
            - (14) Принц Корбиниан Баварский (род. 1996)
            - (15) Принц Станислаус Баварский (род. 1997)
            -  (16) Принц Марселло Баварский (род. 1998)

  -  Принц Адальберт Баварский (1828—1875)
    -  Принц Людвиг Фердинанд Баварский (1859—1949)
      -  Принц Адальберт Баварский (1886—1970)
        -  Принц Константин Баварский (1920—1969)
          - (17) Принц Леопольд Баварский (род. 1943)
            - (18) Принц Мануэль Баварский (род. 1972)
              - (19) Принц Леопольд Баварский (род. 2007)
              - (20) Принц Габриэль Баварский (род. 2014)
              -  (21) Принц Иосиф Баварский (род. 2019)

            -  (22) Принц Константин Баварский (род. 1986)
              -  (23) Принц Алексис Баварский (род. 2020)
              - (24) Принц Николай Баварский (род. 2023)

          -  (25) Принц Адальберт Баварский (род. 1944)
            -  (26) Принц Хубертус Баварский (род. 1989)

## Порядок наследования в ноябре 1918 года

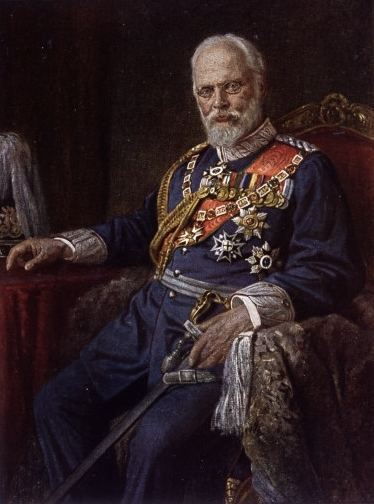
Людвиг III Баварский (1845—1921), последний король Баварии (1913—1918), глава Баварского королевского дома (1918—1921)

- Людвиг I Баварский (1786—1868)
  -  Максимилиан II Баварский (1811—1864)
    -  Людвиг II Баварский (1845—1886)
    -  Отто I Баварский (1848—1916)

  - Луитпольд, принц-регент Баварии (1821—1912)
    -  Людвиг III Баварский (род. 1845)
      - (1) Рупрехт, кронпринц Баварии (род. 1869)
        -  (2) Принц Альбрехт Баварский (род. 1905)

      - (3) Принц Карл Баварский (род. 1874)
      -  (4) Принц Франц Баварский (род. 1875)
        -  (5) Принц Людвиг Баварский (род. 1913)

    -  (6) Принц Леопольд Баварский (род. 1846)
      - (7) Принц Георг Баварский (род. 1880)
      -  (8) Принц Конрад Баварский (род. 1883)

  -  Принц Адальберт Баварский (1828—1875)
    - (9) Принц Людвиг Фердинанд Баварский (род. 1859)
      - Принц Фердинанд Баварский, Инфант Испании (род. 1884), отказался от прав наследования в 1914 году
        - Инфант Луис Альфонсо Испанский (род. 1906)
        - Инфант Хосе Эухенио Испанский (род. 1909)

      -  (10) Принц Адальберт Баварский (род. 1886)

    -  (11) Принц Альфонс Баварский (род. 1862)
      -  (12) Принц Иосиф Клеменс Баварский (род. 1902).